# Carta (canção)
"Carta" é a primeira canção de sucesso da banda portuguesa Toranja. Foi o single que lançou a banda junto do grande público, tendo sido incluída no seu primeiro álbum Esquissos.
Esta canção fez parte da banda sonora da telenovela Queridas Feras.
Ganhou o Globo de Ouro de Melhor Canção, na edição de 2004.